# محمد عبده سعيد انعم
محمد عبده سعيد انعم رجل أعمال وبرلماني يمني، عضو في مجلس النواب، عن الدورة البرلمانية 2003-2009 عضو اللجنة العليا للمؤتمر الشعبي العام عن الدائرة الانتخابية رقم (42) بمحافظة تعز، استقال من حزب المؤتمر وانضم إلى ثورة الشباب اليمنية عام 2011.

## فترة المجلس
باتفاق عرف بأسم «إتفاق فبراير» تمددت فترة المجلس لمدة عامين، وبقيام ثورة الشباب اليمنية لم تُجرَ الانتخابات، وبحسب إتفاق المبادرة الخليجية تمددت لمدة عامين آخرين حتى 2013 .